# Miriam Margolyes
Miriam Margolyes, född 18 maj 1941 i Oxford, är en brittisk skådespelare. Margolyes erhöll en BAFTA Award för sin roll som Mrs. Mingott i Martin Scorseses Oskuldens tid (1993). Hon har även exempelvis spelat amman i Romeo & Julia och professor Sprout i Harry Potter-filmserien.

## Filmografi i urval
- 1980 – The Apple
- 1980 – Mumiens förbannelse
- 1982 – Scrubbers
- 1983 – Yentl
- 1984 – Electric Dreams
- 1986 – Muzzy in Gondoland (TV-serie) (röst)
- 1986 – En liten prinsessa
- 1986 – Little Shop of Horrors
- 1988 – Lilla Dorrit
- 1990 – Jag älskar dig till döds
- 1990 – Orpheus i underjorden
- 1991 – Slaktarens fru
- 1993 – Oskuldens tid
- 1993 – Ed and His Dead Mother
- 1994 – Min odödliga kärlek
- 1995 – Babe - den modiga lilla grisen (röst)
- 1995 – Nya vindar över Cold Comfort Farm
- 1996 – James och jättepersikan
- 1996 – Romeo & Julia
- 1997 – Den långa resan hem
- 1998 – Älskade Simcha
- 1998 – Mulan (röst)
- 1998 – Fåfängans marknad (TV-serie)
- 1999 – End of Days
- 1999 – Sunshine
- 2001 – Som hund och katt
- 2002 – Harry Potter och Hemligheternas kammare
- 2004 – Being Julia
- 2004 – Lavendelflickorna
- 2004 – Modigliani
- 2004 – The Life and Death of Peter Sellers
- 2006 – Happy Feet (röst)
- 2006 – Bortspolad (röst)
- 2008 – Hopplös och hatad av alla
- 2010 – Legenden om ugglornas rike (röst)
- 2011 – Harry Potter och dödsrelikerna – Del 2
- 2012–2015 – Miss Fisher's Murder Mysteries (TV-serie)
- 2017 – The Man Who Invented Christmas
- 2018 – Barnmorskan i East End (TV-serie)
- 2023 – Doctor Who (TV-serie) (röst)

## Utmärkelser
- Officer av Brittiska imperieorden
- Audie Award för bästa kvinnliga uppläsare

[Redigera Wikidata]